# Уорд, Пол
Пол Уильям Уорд (англ. Paul William Ward; 9 октября 1905 года — 24 ноября 1976 года) — американский военный и иностранный корреспондент издательства Baltimore Sun. В качестве редактора лондонского бюро газеты он освещал события, предшествовавшие Второй мировой войне. В 1946—1947 году Уорд неоднократно посещал СССР и отразил свой опыт в серии статей 1947 года о жизни советских граждан, которая в 1948 году была удостоена Пулитцеровской премии за международный репортаж.

## Биография
Пол Уорд родился в Лорейне, штат Огайо, в разные годы он обучался Колледже Западной Виргинии и в Университете Акрона. Получив степень бакалавра в колледже Миддлбери, в 1926 году Уорд начал работу в массачусетском издании Standard, но через четыре года переехал в Балтимор и перешёл на работу в Sun. В 1933 году журналиста перевели в вашингтонское бюро газеты, где он освещал политические события и интриги внутри конгресса. В 1937 году его перевели в Лондон, где он возглавил иностранный филиал газеты. В этой позиции он участвовал в освещении первых событий Второй мировой войны, но уже в 1940 году вернулся в США. По решению редакции Уорд оставался в Вашингтоне, освещая новости национальной и международной политики, вплоть до 1945 года, когда был направлен в Париж. Одновременно он обозревал локальные события для новостного агентства Free French. А позднее около года провёл в Советском Союзе, где участвовал в качестве репортёра в Совещании министров иностранных дел и знакомился с укладом жизни в стране. Свой опыт журналист отразил в серии статей 1947 года, удостоенной Пулитцеровской премии за международный репортаж. Через шесть лет после выхода на пенсию в 1970 году Уорд скончался в госпитале Джорджтаунского университета в возрасте 71 года.

## Личная жизнь
В 1927 году Уорд женился на Дороти Кай, которая родила ему двоих детей. После смерти журналиста вдова учредила в Колледже Миддлбери именную премию в его честь. Награда призвана поощрить студентов первого года, представивших наиболее выдающиеся эссе.

## Основные работы и награды
Будучи директором лондонского бюро Baltimore Sun, Уорд освещал значимые события предвоенного периода: Конференцию по Договору о девяти державах в Брюсселе (1937), Аншлюс Австрии (1938), Мюнхенский кризис (1938), начало оккупации Чехословакии (1939), Итальянское вторжение в Албанию (1939). За свою работу в Европе Уорд был отмечен французским Орденом Почётного легиона. Во время работы для вашингтонского филиала Baltimore Sun Пол Уорд освещал Конференцию в Думбартон-Оксе (1944), Конференцию в Сан-Франциско (1945), встречи министров иностранных дел в Париже и Нью-Йорке.